# 和寮镇
和寮镇，是中华人民共和国广东省湛江市廉江市下辖的一个乡镇级行政单位。

## 行政区划
和寮镇下辖以下地区：
和寮社区、和寮村、长吉冲村、塘拱村、蕉林村、长岭村、塘肚村、佳场村、榄排村、三下村、西埇村、六凤村、朱埇村、横江坡村、凤飞村和下甶村。